# Folkert Jensma

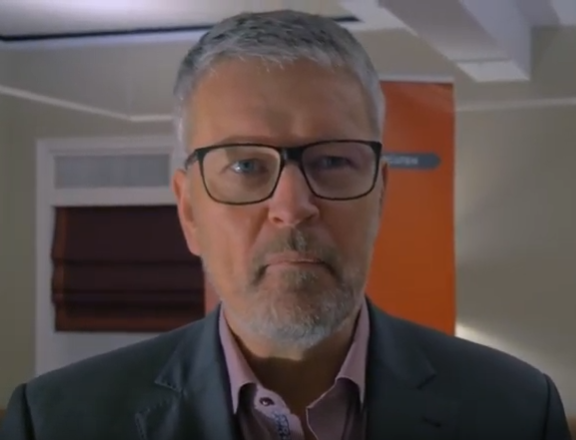
Folkert Jensma (2017)

Folkert Jensma (* 1957 in Naaldwijk) ist ein niederländischer Journalist. Er war von 1996 bis 2006 Chefredakteur der Tageszeitung NRC Handelsblad.

## Leben
Jensma studierte 1976 für ein Jahr als Austauschstudent an der State University of New York in Albany, 1977 nahm er ein Jurastudium (Zivilrecht) an der Universität Leiden auf. 1980 wurde er auch Redakteur von "Mare", der wöchentlich erscheinenden Zeitung der Universität. Mit einer Arbeit über das Droit de réponse (Gegendarstellungsrecht) schloss Jensma 1983 sein Studium ab und war zunächst als Freier Mitarbeiter, seit 1984 schließlich als Inlandsredakteur für das NRC Handelsblad tätig. In den folgenden Jahren war er dort Reporter, Redakteur im Politikressort, Korrespondent in Brüssel und Chef der Samstagsbeilage. Im August 1996 wurde Jensma als Nachfolger von Ben Knapen zum Chefredakteur ernannt.
Ein Jahr vor seinem Antritt war das NRC Handelsblad im Feld der überregionalen Zeitungen der Niederlande der Pionier in Sachen Internetauftritt gewesen, für dessen Weiterentwicklung er nun verantwortlich zeichnete. Weitere wichtige Aktionen unter seiner Ägide waren die Einführung des Magazins "M" im September 1998 (erscheint seit März 2000 monatlich) sowie die Gründung der Schwesterzeitung nrc.next, die seit März 2006 im Gegensatz zum NRC Handelsblad ausschließlich werktags und morgens erscheint. Sie ist für eine jüngere und gebildete Leserschaft konzipiert, die ansonsten nicht mehr regelmäßig zu einer Tageszeitung greifen würde. Dies war eine Reaktion auf den mit dem Internet eingeleiteten Zeitenwandel und der im September 1999 erfolgten Einführung des niederländischen Ablegers der Gratiszeitung Metro; beide Ereignisse haben die Auflage des NRC Handelsblad seit dem Jahrtausendwechsel sinken lassen.
2006 warf der amerikanische Autor Bruce Bawer, der zeitweise in den Niederlanden gelebt hat, Jensma in seinem Buch "While Europe Slept: How Radical Islam is Destroying the West from Within" vor, eine Mitschuld am gewaltsamen Tod Pim Fortuyns zu tragen, da Jensma in Bezug auf einen möglichen Wahlsieg Fortuyns diesen dämonisiert habe. Pikanterweise erschien die niederländische Ausgabe des Buches bei dem Verlag Meulenhoff, der zu dem das NRC Handelsblad herausgebenden Verlagskonzern De Persgroep Nederland gehört. Im September jenes Jahres trat Jensma als Chefredakteur zurück, nannte jedoch hierzu alleine persönliche Gründe, nach 10 Jahren sei es einfach an der Zeit gewesen, sich Neuem zuzuwenden. Jensma blieb als juristischer Kommentator der Zeitung erhalten und schreibt weiterhin Artikel für das NRC Handelsblad und dessen Ableger nrc.next. Seine Nachfolgerin wurde Birgit Donker.